# 盗剑
《盗剑》（英語：Rape of The Sword）是1967年岳枫执导、编剧的武侠剧情类香港電影，由李菁等人领衔主演，该电影主要讲述一个妻子为了给丈夫报仇，于是在一家贵族里当佣人，从而寻找报仇的的。

## 劇情簡介
有一对儿师兄弟，师兄因为一些原因杀死了师弟，并且还成为亲王的部下，其后师弟的妻子为了给报仇，成为了一个官人的管家，照料这家人的大小姐的生活。
之后在其努力以及众人的帮助下，她终于大仇得报。

## 演员
- 李菁
- 周小来
- 黄梅
- 蓝伟烈
- 卢慧
- 朱今
- 张照
- 胡波
- 徐松鹤
- 金军
- 王青
- 曾楚霖
- 午马
- 乔庄
- 樊梅生
- 陈鸿烈
- 李丽华
- 刘家良
- 郝履仁
- 田丰
- 唐佳
- 谷峰
- 李允中
- 杨志卿

## 相關連結
- 香港影庫上《盗剑》的資料（繁體中文）
- 豆瓣电影上《盗剑》的資料 （简体中文）
- 互联网电影数据库（IMDb）上《盗剑》的资料（英文）